# Petr Novák
Pour les articles homonymes, voir Novák.
Petr Novák est un fondeur tchèque, né le 18 juin 1982 à Karlovy Vary.

## Biographie
Il commence sa carrière officiellement en 2000 et prend part aux Championnats du monde junior en 2001 et 2002. Il fait ses débuts en Coupe du monde en 2008 et marque ses seuls points en 2010 avec une 23e place au quinze kilomètres classique d'Otepää. En 2009, il récolte plusieurs succès, gagnant deux médailles à l'Universiade à Harbin, dont celle d'argent au trente kilomètres et se classant deuxième de la Coupe slave.
Il obtient ses principaux succès dans les courses marathon organisées par la Worldloppet, remportant la Dolomitenlauf en 2014 et 5 éditions du Bieg Piastów en 2007, 2008, 2010, 2013 et 2015. Sa dernière victoire date de 2016 à l'occasion de la Vasaloppet China.
Il est sélectionné pour les Championnats du monde en 2011 à Oslo et pour les Jeux olympiques d'hiver de 2014, à Sotchi, où il finit 35e du skiathlon et 29e du cinquante kilomètres libre.

## Palmarès

### Jeux olympiques
| Épreuve / Édition | Sprint | Sprint                           | 15 km                            | 15 km     | Skiathlon 2 × 15 km | 50 km | Relais | Relais    |
| Épreuve / Édition | libre  | classique                        | libre                            | classique | Skiathlon 2 × 15 km | 50 km | Sprint | 4 × 10 km |
| JO 2014 Sotchi    | —      | Épreuve inexistante à cette date | Épreuve inexistante à cette date | -         | 35e                 | 29e   | —      | -         |

Légende :
- : pas d'épreuve
- — : non disputée par Novák

### Championnats du monde
| Épreuve / Édition  | Sprint | Sprint                           | 15 km                            | 15 km     | Poursuite 2 × 15 km | 50 km | Relais | Relais    |
| Épreuve / Édition  | libre  | classique                        | libre                            | classique | Poursuite 2 × 15 km | 50 km | Sprint | 4 × 10 km |
| Mondiaux 2011 Oslo | 52e    | Épreuve inexistante à cette date | Épreuve inexistante à cette date | -         | 50e                 | DNS   | 13e    | -         |

DNS : non-partant

### Coupe du monde
- Meilleur classement général : 163e en 2010.
- Meilleur résultat individuel : 23e.

#### Classements par saison
| Saison    | Classement général final | Classement distance |
| 2009-2010 | 163e                     | 107e                |

### Universiades
- Harbin 2009 :
  -  Médaille d'argent du trente kilomètres.
  -  Médaille de bronze du relais.

### Marathon
- 1er du classement général de la Coupe Marathon en 2015.
- 6 podiums, dont 2 victoires dans la Coupe Marathon.